# Хайнрих I фон Флекенщайн
Хайнрих I фон Флекенщайн (на немски: Heinrich I von Fleckenstein; * пр. 1237; † сл. 27 февруари 1259) е благородник от фамилията Флекенщайн от Елзас и господар на Флекенщайн.

## Произход
Той е син на фон Флекенщайн и внук на Конрадус фон Флекенщайн († сл. 1189) и правнук на Готфрид фон Флекенщайн († сл. 1129).

## Фамилия
Хайнрих I фон Флекенщайн се жени пр. 6 юни 1236 г. за Кунигунда фон Барендорф (Бацендорф). Те имат децата:
- Рудолф фон Флекенщайн († между 6 април 1267/13 април 1270), женен сл. 1254 г. за Ита фон Финстинген († между 12 ноември 1296/10 март 1297)
- Фридрих II фон Флекенщайн († между 4 май 1268/13 април 1270), женен за Агнес фон Боланден († сл. 9 февруари 1275)
- Волфрам II фон Флекенщайн Млади († между 22 февруари 1275/23 август 1277), женен за Гертруд фон Етендорф († 31 януари 1303)
- Петер фон Флекенщайн († 20 октомври 1314)
- Хайнрих фон Флекенщайн († сл. 1290)
- Аделхайд фон Флекенщайн († сл. 1267), омъжена за Еберхард II фон Андлау († 9 септември 1264)

## Галерия
- Замък Флекенщайн
- Останки от замък Флекенщайн